# Kinh tế Burundi

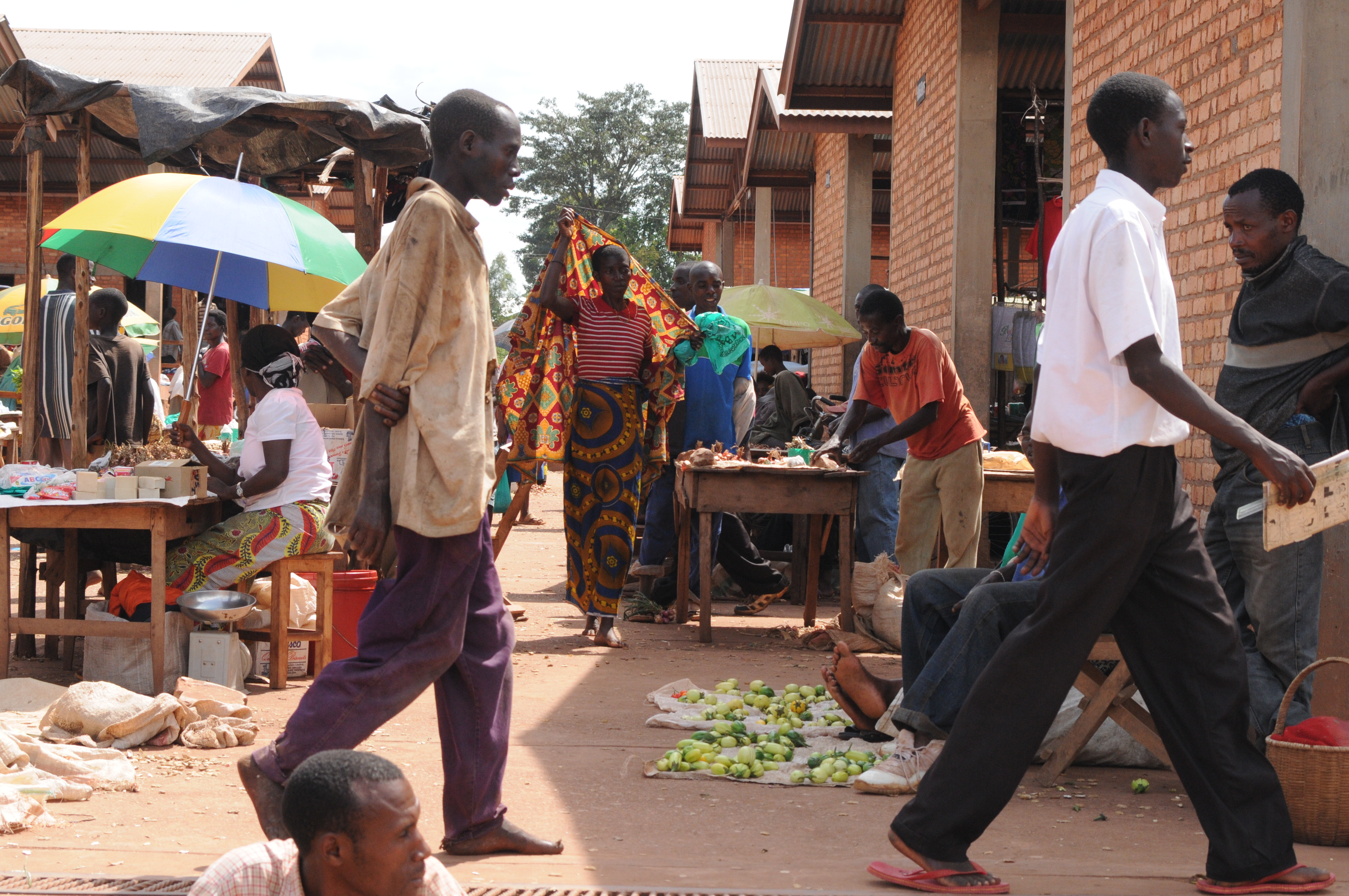
Một khu chợ phổ biến ở Burundi với sinh hoạt trao đổi thưa thớt

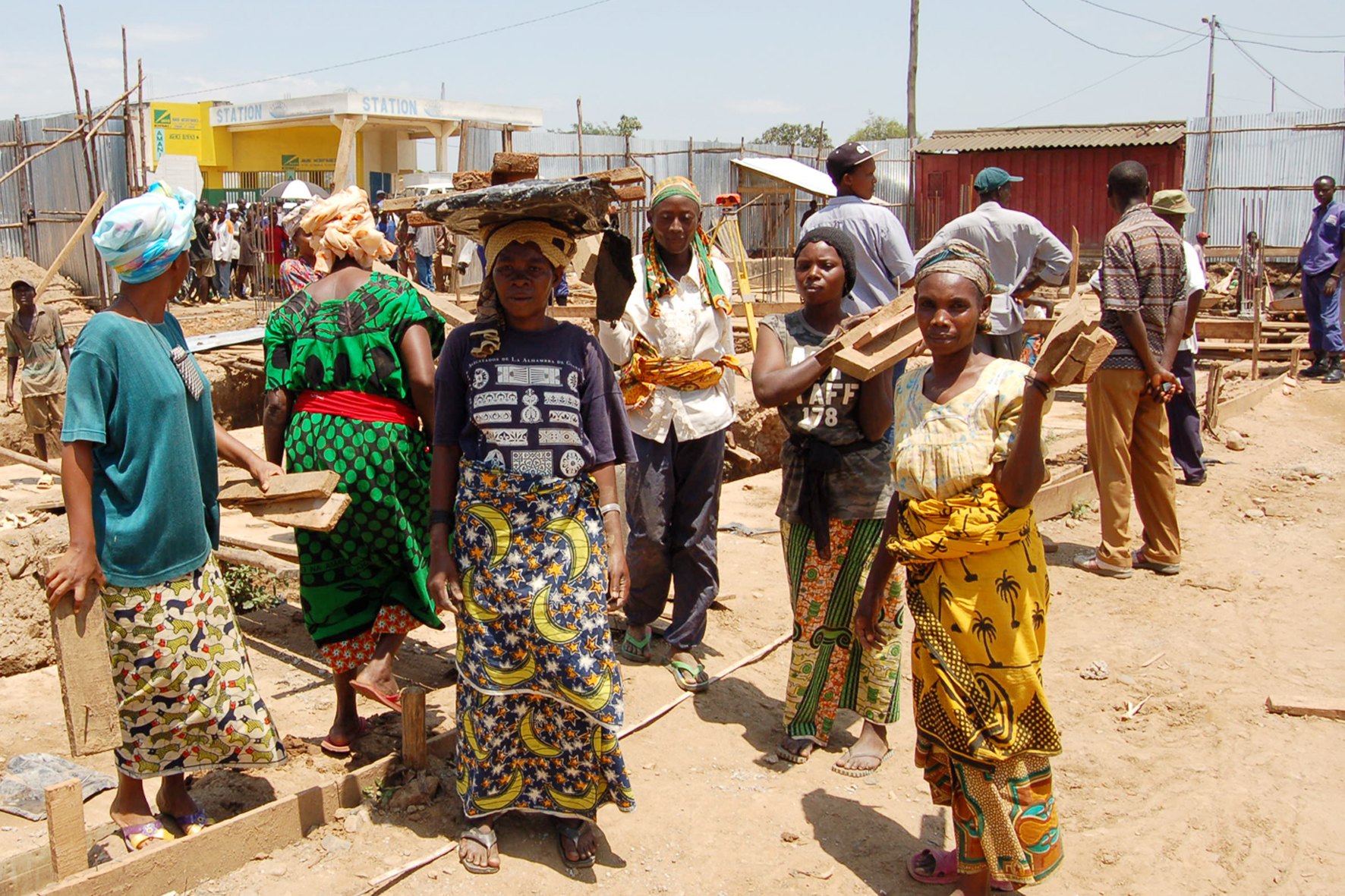
Sinh kế hàng ngày của phụ nữ ở Burundi

Kinh tế của Burundi là nền kinh tế của đất nước Burundi, một quốc gia thuộc châu Phi. Đầy là nền kinh tế nghèo nàn lạc hậu và kém phát nhất thế giới hiện nay với quy mô kinh tế ước tính đạt 3.436 tỷ USD tính theo tổng sản phẩm quốc nội tính đến năm 2018. Kinh tế của Burundi phụ thuộc nhiều vào nông nghiệp khi lĩnh vực này chiếm 32,9% tổng sản phẩm quốc nội tính đến năm 2008. Bản thân Burundi là một quốc gia không giáp biển, thiếu tài nguyên và gần như không có nền công nghiệp hóa. Lĩnh vực nông nghiệp ở  Burundi chiếm hơn 70% lực lượng lao động của quốc gia này, phần lớn trong số họ là những nông dân tự cung tự cấp kiểu kinh tế hộ gia đình. Những năm gần đây, du lịch đến Burundi cũng được du khách chú ý hơn.
Mặc dù Burundi có đủ khả năng sản xuất lương thực, nhưng với tình trạng bất ổn, nội chiến triền miên, dân số quá đông, quản lý yếu kém và xói mòn đất đã gây nên suy giảm nền kinh tế tự cung tự cấp khoảng 25% trong những năm gần đây và nghèo kiệt tài nguyên thiên nhiên. Một số lượng lớn người di tản ra nước ngoài dẫn đến nguồn nhân lực trong nước đã không thể tự sản xuất lương thực và chủ yếu phụ thuộc vào hỗ trợ nhân đạo quốc tế. Burundi là nước nhập khẩu lương thực ròng, với lượng lương thực chiếm 17% lượng hàng nhập khẩu trong năm 1997. Burundi là quốc gia kém phát triển nhất theo Liên Hợp Quốc và là quốc gia có thu nhập thấp nhất thế giới. Burundi có tỷ lệ đói nghèo và suy dinh dưỡng nghiêm trọng nhất trong số 120 quốc gia được xếp hạng.

## Tổng quan

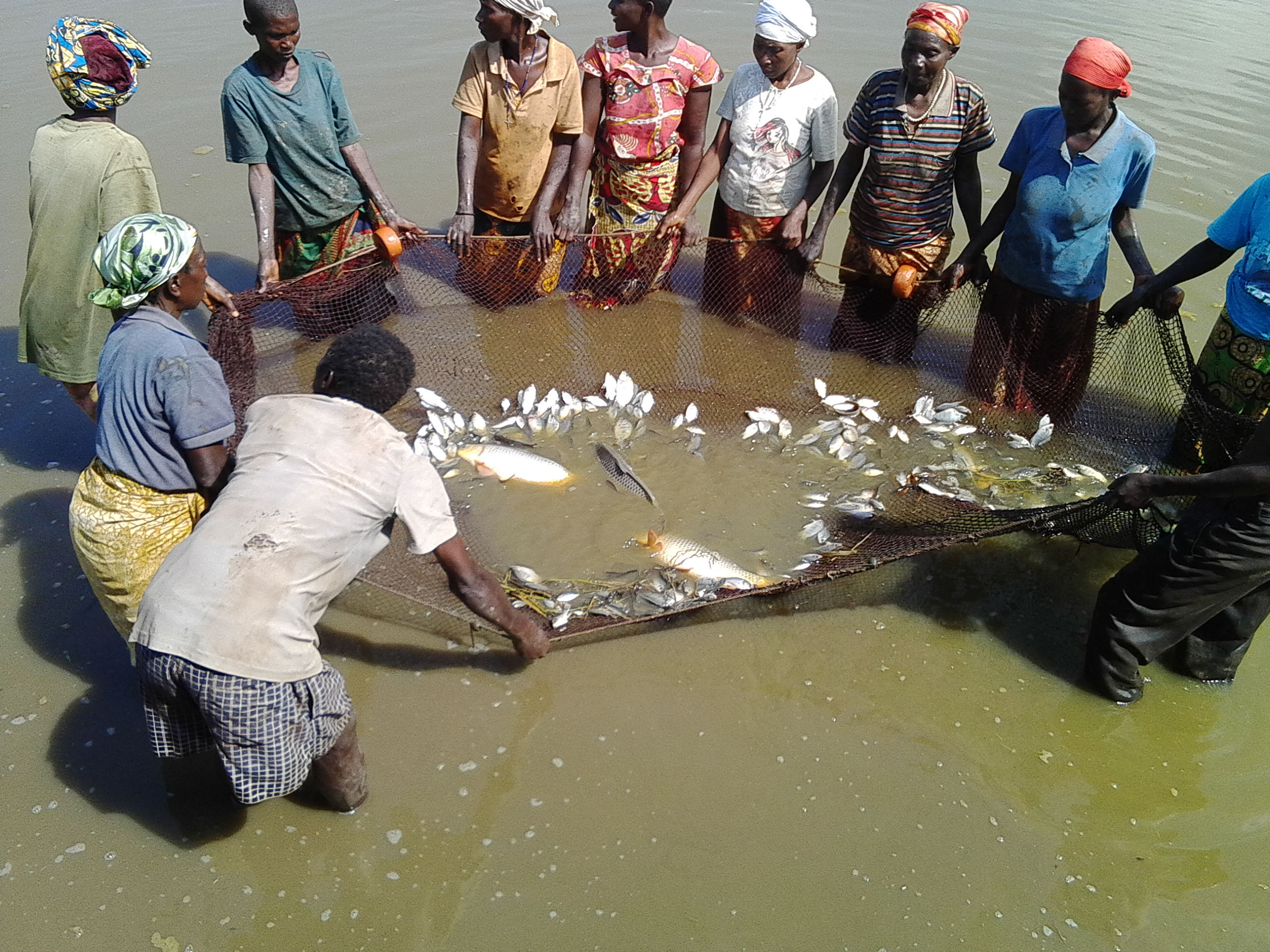
Cần quá nhiều nhân lực để quây một mẻ cá nhỏ, những người này tham gia để chia phần cá đánh được

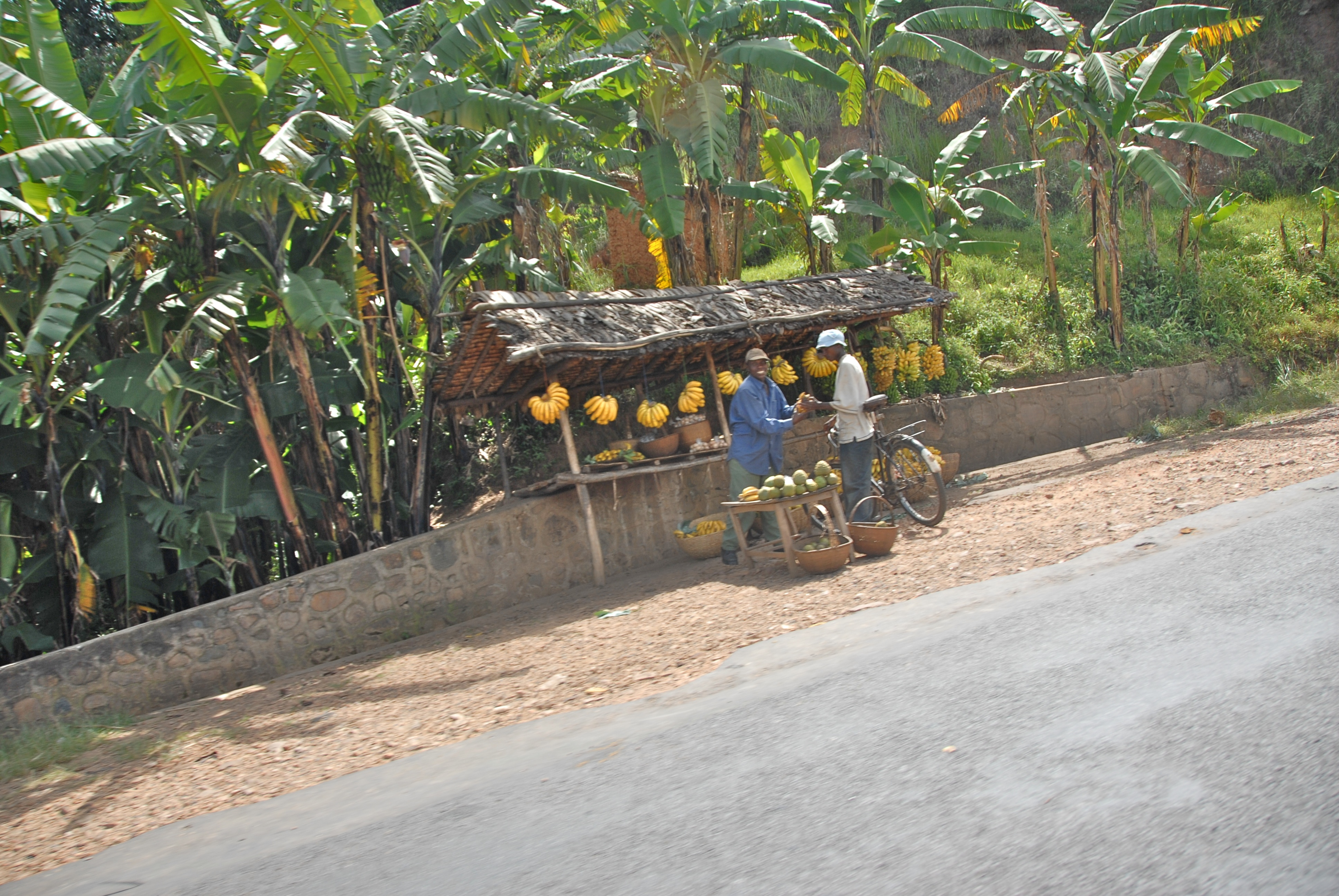
Quầy bán hàng lưu động ven đường

Trong giai đoạn năm 1993 – 1999, do các cuộc nội chiến liên miên và lệnh cấm vận của nước ngoài (1996), GDP của Burundi giảm đi 20%, tỷ lệ vốn đầu tư giảm từ 18% xuống còn 6% và lạm phát năm 1999 lên tới 21%. Cuộc nội chiến kết thúc cùng với tình hình chính trị ổn định đã thúc đẩy sự tăng trưởng kinh tế và sự giúp đỡ từ bên ngoài. Tuy nhiên, nước này vẫn phải đối mặt với rất nhiều khó khăn do tình trạng nghèo đói, thất học, sự yếu kém trong quản lý hành chính và hệ thống luật pháp còn lỏng lẻo. Burundi là một nước nông nghiệp lạc hậu. Ngành kinh tế lớn nhất là nông nghiệp với trên 90% dân số sống bằng nghề nông.
Burundi là một trong những nước nghèo nhất thế giới. Công nghiệp kém phát triển chủ yếu là chế biến các sản phẩm nông nghiệp. Nền kinh tế chủ yếu là nông nghiệp chiếm khoảng 35% GDP và sử dụng hơn 90% dân số. Burundi xuất khẩu chính là cà phê và chè, chiếm 90% thu nhập ngoại tệ. Mặc dù GDP Burundi tăng khoảng 4% hàng năm từ 2006 đến nay, nhưng hiện tại, đang tiềm ẩn những yếu kém (tỷ lệ đói nghèo cao, hệ thống pháp luật yếu, mạng lưới giao thông kém, các tiện ích quá tải, và năng lực hành chính thấp...) mang đến nguy cơ phá hoại kế hoạch cải cách kinh tế của Chính phủ Burundi. Burundi đang phụ thuộc nhiều vào viện trợ từ các nhà tài trợ song phương và đa phương.
Burundi là nước nghèo tài nguyên, công nghiệp kém phát triển. Kinh tế chủ yếu dựa vào trồng trọt (cà phê, ngô, đậu, lúa miến, chè, bông vải, dầu cọ) và chăn nuôi (dê, cừu, bò). Khoảng 90% dân số sống nhờ vào nông nghiệp. Các mặt hàng xuất khẩu gồm cà phê, chè và chuối. Kinh tế phụ thuộc rất nhiều vào xuất khẩu cà phê (chiếm đến 80% ngoại tệ thu được) Vì vậy khả năng thanh toán hàng hóa nhập khẩu không ổn định, tùy vào thị trường cà phê thế giới. Từ tháng 10 năm 1993, đất nước này trải qua những cuộc bạo động, xung đột lớn về sắc tộc làm khoảng 250.000 người chết và 800.000 người mất nhà cửa. Thực phẩm, thuốc men, điện nước khan hiếm không đủ đáp ứng nhu cầu tối thiểu. Burundi có các loại khoáng sản quý như kim cương, vàng, nickel, cobalt, platin, urani, wolfram... thu nhập từ kim cương chiếm 10% tổng giá trị hàng xuất khẩu. Tài nguyên thiên nhiên của quốc gia này có kim cương, vàng, nikel, uranium, platinum, wolfram.
- Cơ cấu kinh tế: Nông nghiệp 33,3%, Công nghiệp 21%, Dịch vụ 45,8%
- Mặt hàng xuất khẩu: chủ yếu là cà phê, chè, bông và đường.
- Mặt hàng nhập khẩu: gạo, vải vóc, xăng dầu, thực phẩm.
- Bạn hàng nhập khẩu: Ả Rập Xê Út, Kenya, Nhật Bản, Trung Quốc, Nga[5]
- Bạn hàng xuất khẩu: Thụy Sĩ, EU, Pakistan, Rwanda, Ai Cập[6].
- Burundi hiện là thành viên các tổ chức kinh tế IMF, WTO, COMESA.
- GDP: 1,469 tỷ USD (2010). GDP bình quân đầu người: 131 USD (2010)
- Tỷ lệ tăng trưởng GDP: 3,9% (2010)[7]
- Các sản phẩm nông nghiệp khác cũng được sản xuất với quy mô nhỏ hơn, như cao lương (28 nghìn tấn) và cà phê (14 nghìn tấn)[8].

## Thống kê
Bảng sau đây cho thấy các chỉ số chính của nền kinh tế Burundi trong giai đoạn 1980–2017.
| Năm                                  | 1980    | 1985    | 1990    | 1995    | 2000    | 2005    | 2006    | 2007    | 2008    | 2009    | 2010    | 2011    | 2012    | 2013    | 2014    | 2015    | 2016    | 2017    |
| ------------------------------------ | ------- | ------- | ------- | ------- | ------- | ------- | ------- | ------- | ------- | ------- | ------- | ------- | ------- | ------- | ------- | ------- | ------- | ------- |
| GDP theo sức mua $ (PPP)             | 1.39 tỷ | 2.31 tỷ | 3.23 tỷ | 3.23 tỷ | 3.50 tỷ | 4.54 tỷ | 4.94 tỷ | 5.24 tỷ | 5.60 tỷ | 5.86 tỷ | 6.24 tỷ | 6.62 tỷ | 7.04 tỷ | 7.58 tỷ | 8.07 tỷ | 7.84 tỷ | 7.85 tỷ | 7.99 tỷ |
| GDP bình quân đầu người theo $ (PPP) | 339     | 488     | 592     | 540     | 524     | 605     | 638     | 658     | 681     | 689     | 711     | 731     | 755     | 788     | 814     | 767     | 745     | 735     |
| Tăng trưởng GDP (thực tế)            | −6.8 %  | 11.8 %  | 3.5 %   | 7.9 %   | 1.8 %   | 4.4 %   | 5.4 %   | 3.5 %   | 4.9 %   | 3.9 %   | 5.1 %   | 4.0 %   | 4.4 %   | 5.9 %   | 4.5 %   | −4.0 %  | −1.0 %  | 0.0 %   |
| Nợ công (Tỷ lệ trên GDP)             | ...     | ...     | ...     | ...     | 136 %   | 137 %   | 130 %   | 130 %   | 103 %   | 26 %    | 47 %    | 43 %    | 41 %    | 36 %    | 36 %    | 45 %    | 47 %    | 57 %    |

## Hình ảnh

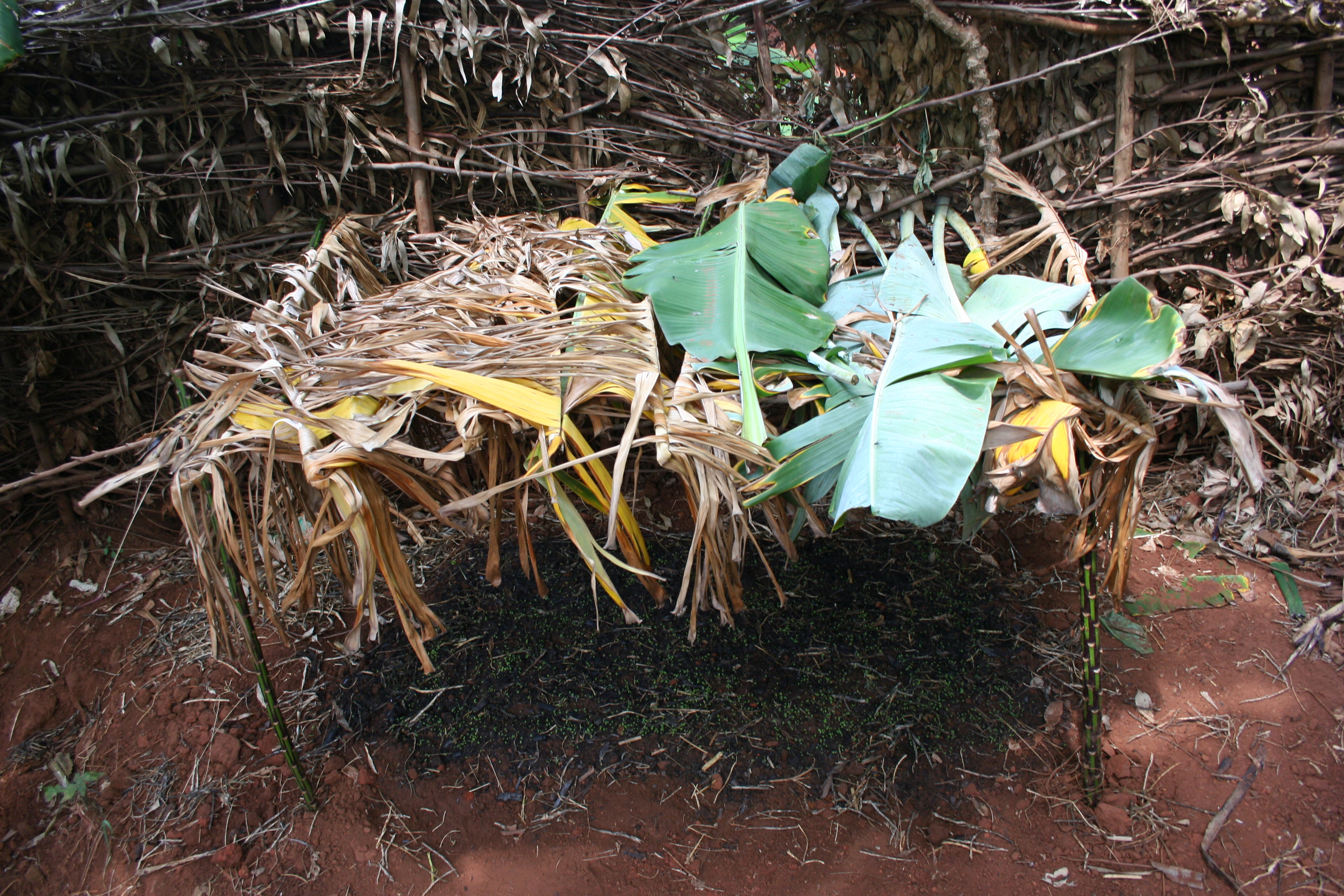
Bếp ở ngoài trời.
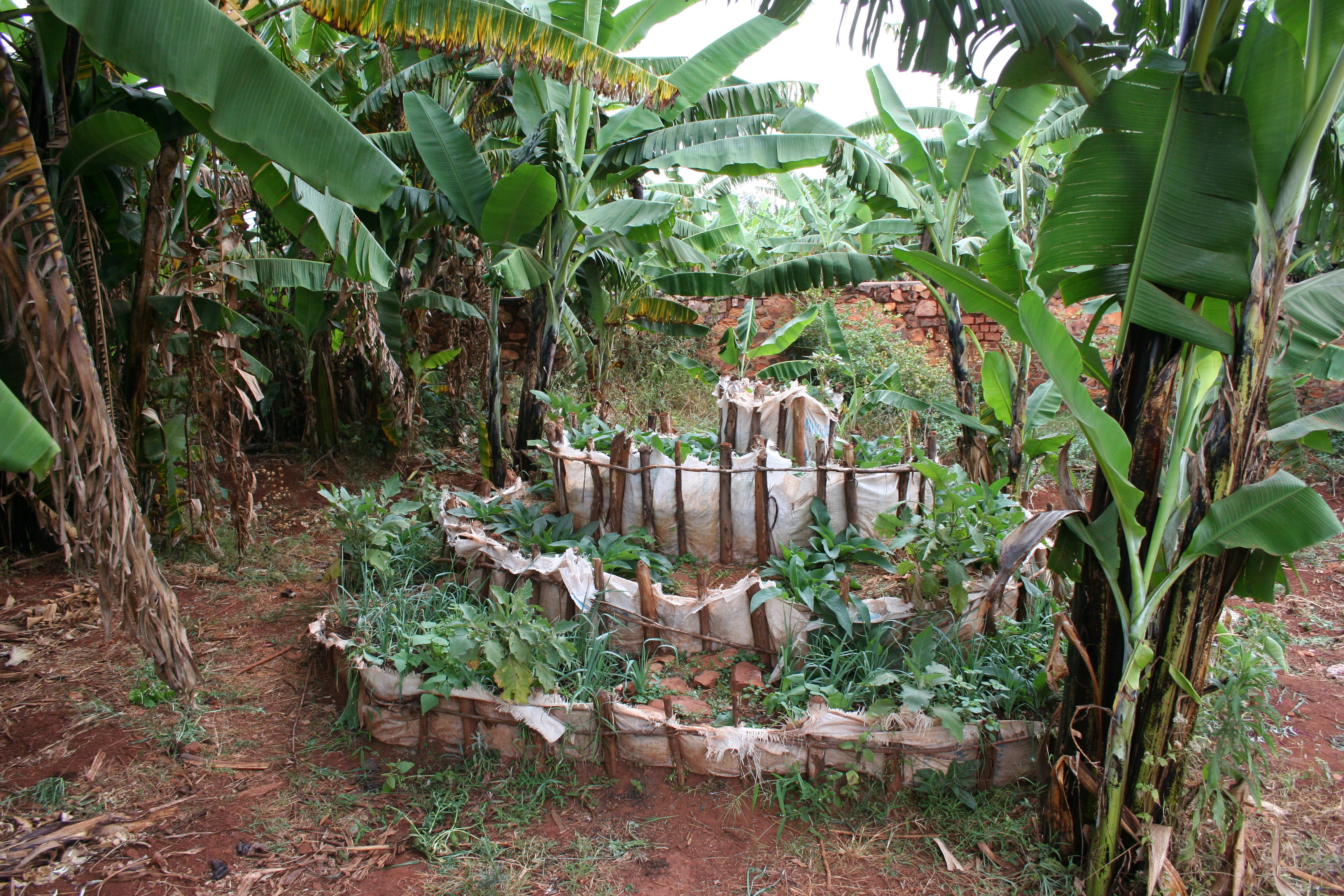
Bếp ở ngoài trời.
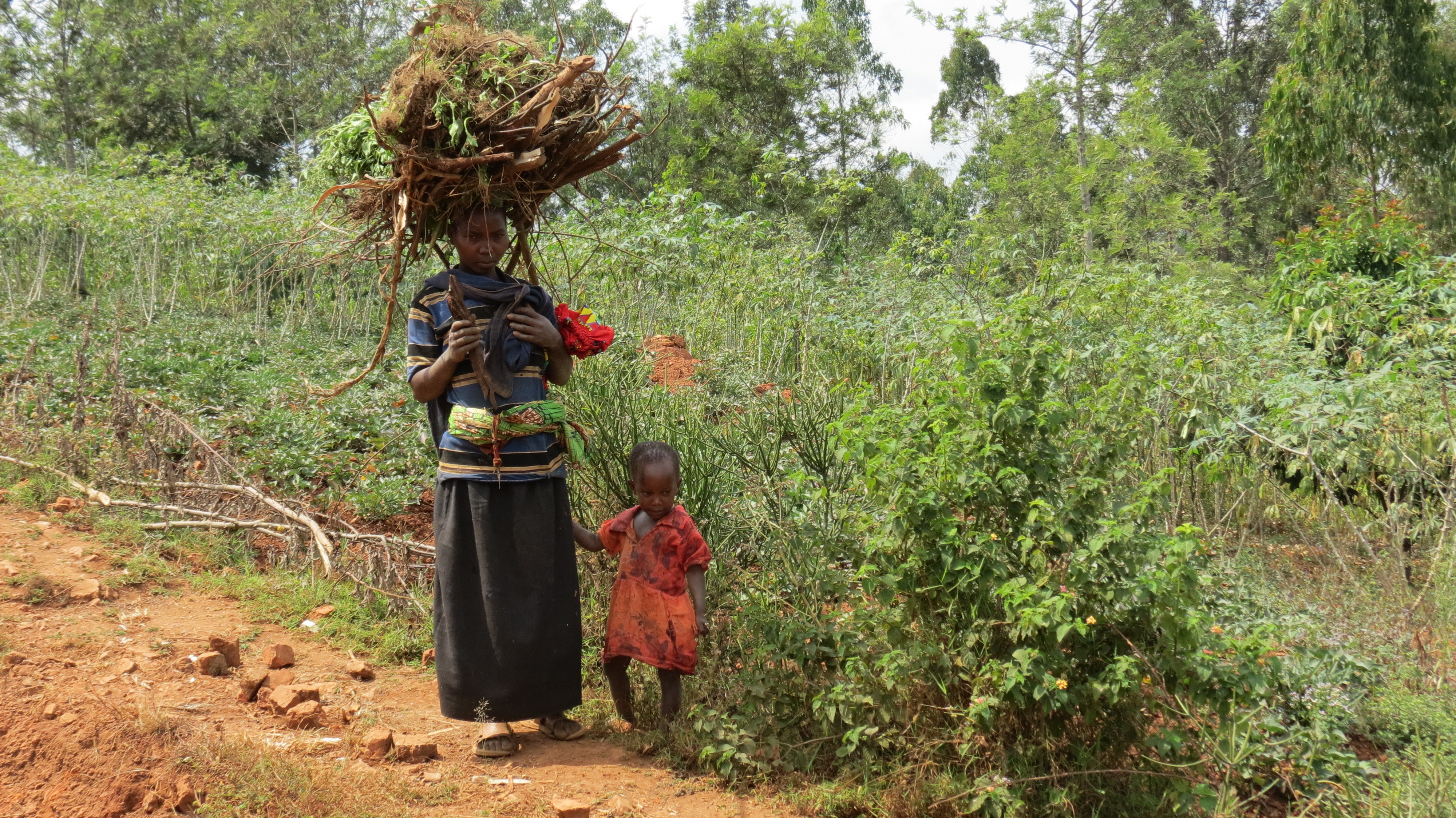
Một người phụ nữ đang gánh củi cùng con.
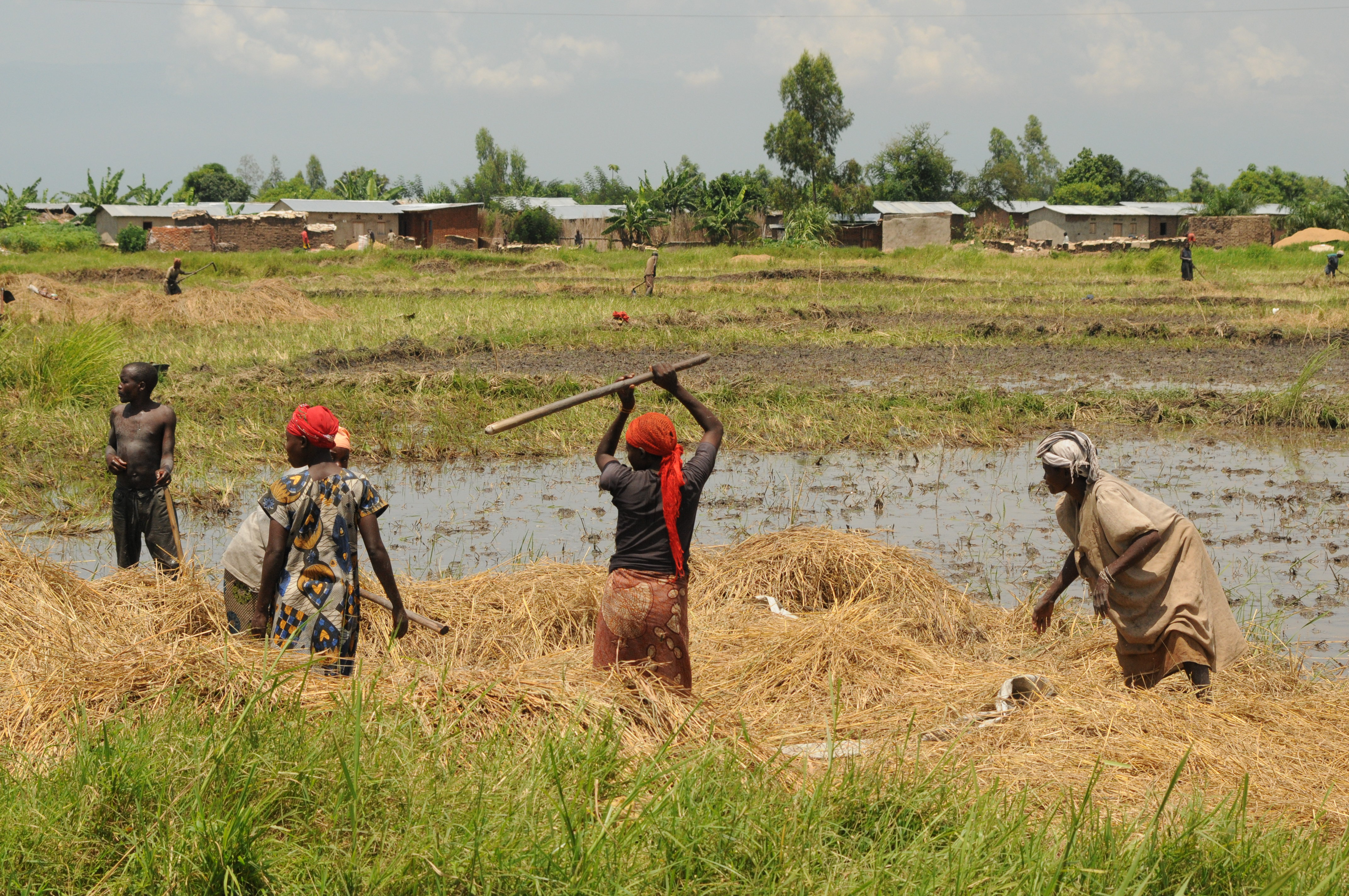
Người dân đang gặt lúa.
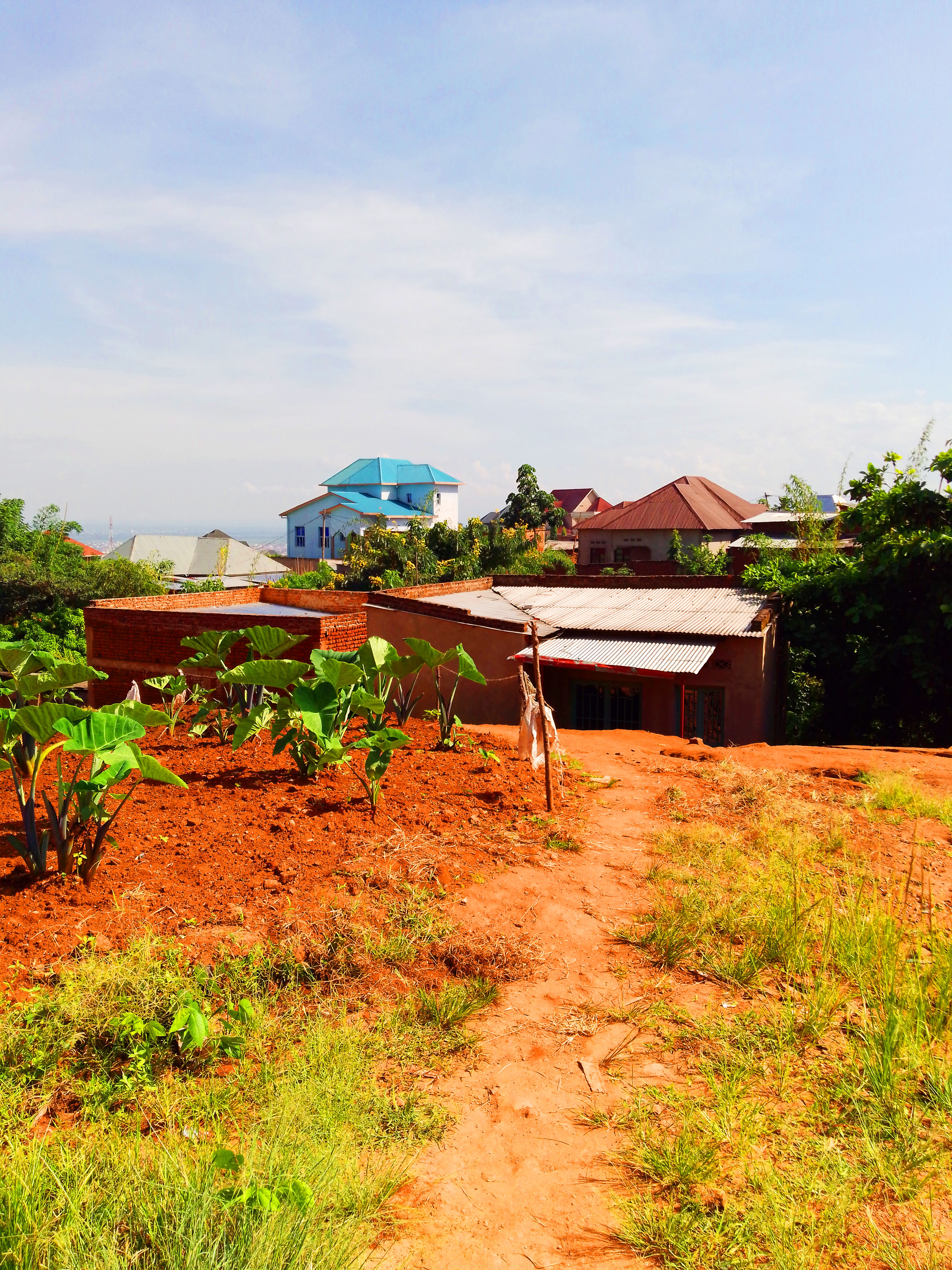
Một khu vườn nhỏ trong một khu nhà ở Burundi.
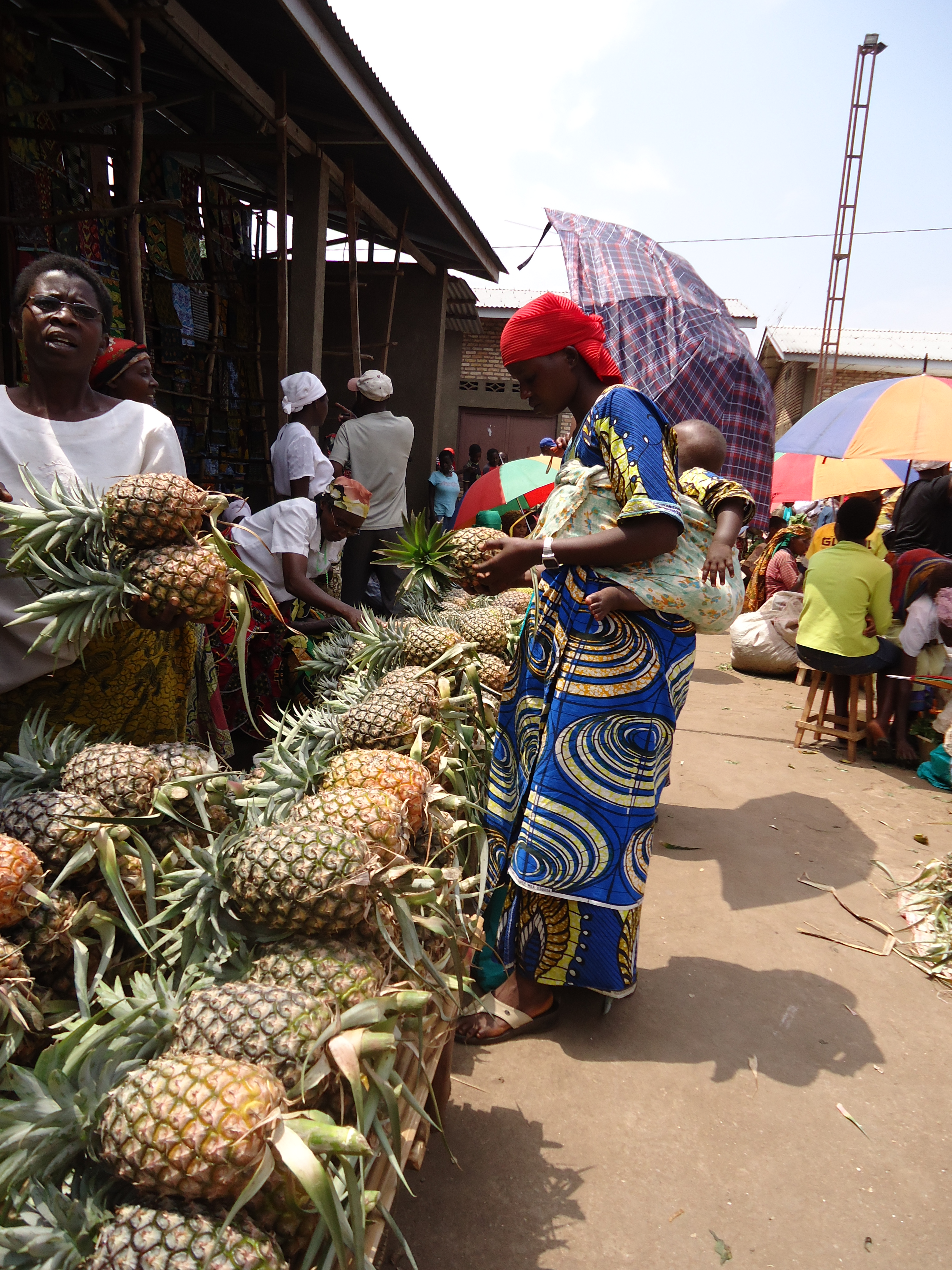
Chợ ở Burundi.